# Веневитинов, Дмитрий Владимирович
Дми́трий Влади́мирович Веневи́тинов (14 [26] сентября 1805, Москва, Российская империя — 15 [27] марта 1827, Санкт-Петербург, Российская империя) — русский поэт романтического направления, переводчик, прозаик, философ.

## Биография
Дмитрий Веневитинов родился 14 (26) сентября 1805 года в Москве в приходе ныне утраченной церкви Архидиакона Евпла, что находилась на пересечении Мясницкой улицы и Милютинского переулка. Его отец, отставной прапорщик Семёновского полка Владимир Петрович Веневитинов (1777—1814), происходил из богатой воронежской дворянской семьи. Мать, Анна Николаевна, происходила из княжеского рода Оболенских-Белых.
Через неё Дмитрий Веневитинов состоял в дальнем родстве с А. С. Пушкиным (приходился четвероюродным братом).

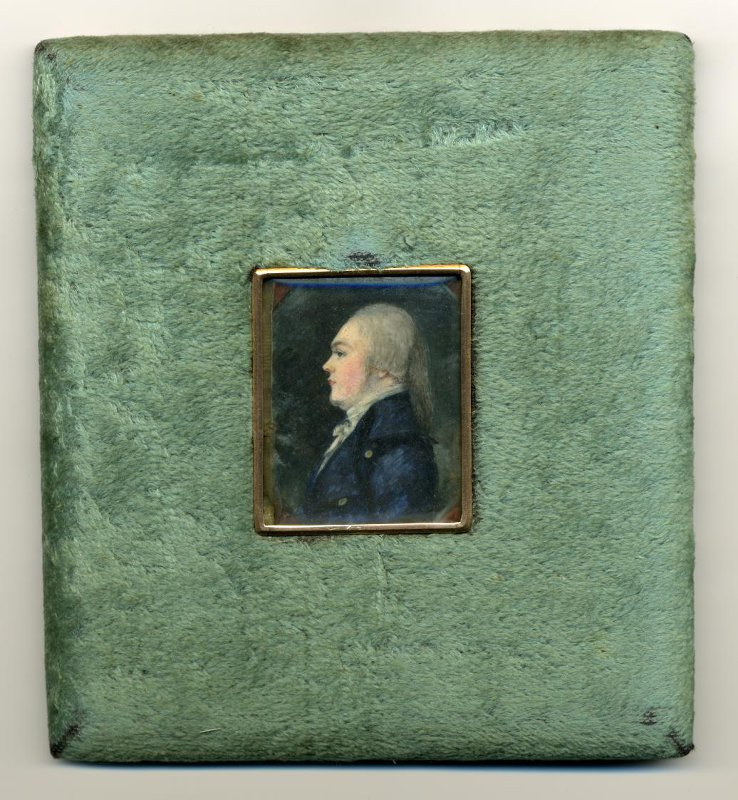
Портрет отца

Веневитинов вырос в сохранившемся доме в Кривоколенном переулке, где получил классическое домашнее образование, которым руководила мать. Французскому и латинскому языкам, а также классической литературе, учил Веневитинова его гувернёр д'Оррер (D'Horrer) — отставной французский офицер, греческому — грек Бейля (Байло), живописи — художник Лаперш. Русскую словесность преподавал профессор Московского университета А. Ф. Мерзляков, а музыку, вероятнее всего, И. И. Геништа. Прекрасно изучил Веневитинов и немецкий язык, по-видимому, под руководством Х. И. Герке — гувернёра его рано умершего брата Петра.

В 1822 году Дмитрий Веневитинов поступил слушателем в Московский университет, где увлёкся немецкой философией и романтической поэзией. В университете слушал отдельные лекции, в частности курсы А. Ф. Мерзлякова, И. И. Давыдова, М. Г. Павлова и Лодера. В 1823 году успешно сдал экзамен по университетскому курсу и в 1824 году поступил на службу в Московский архив коллегии иностранных дел («архивные юноши» — так иронически назвал служащих этого архива Пушкин в своём романе «Евгений Онегин»). В августе — сентябре 1824 года вместе с младшим братом Алексеем посетил свои воронежские имения, что ярко отразилось в его письмах.

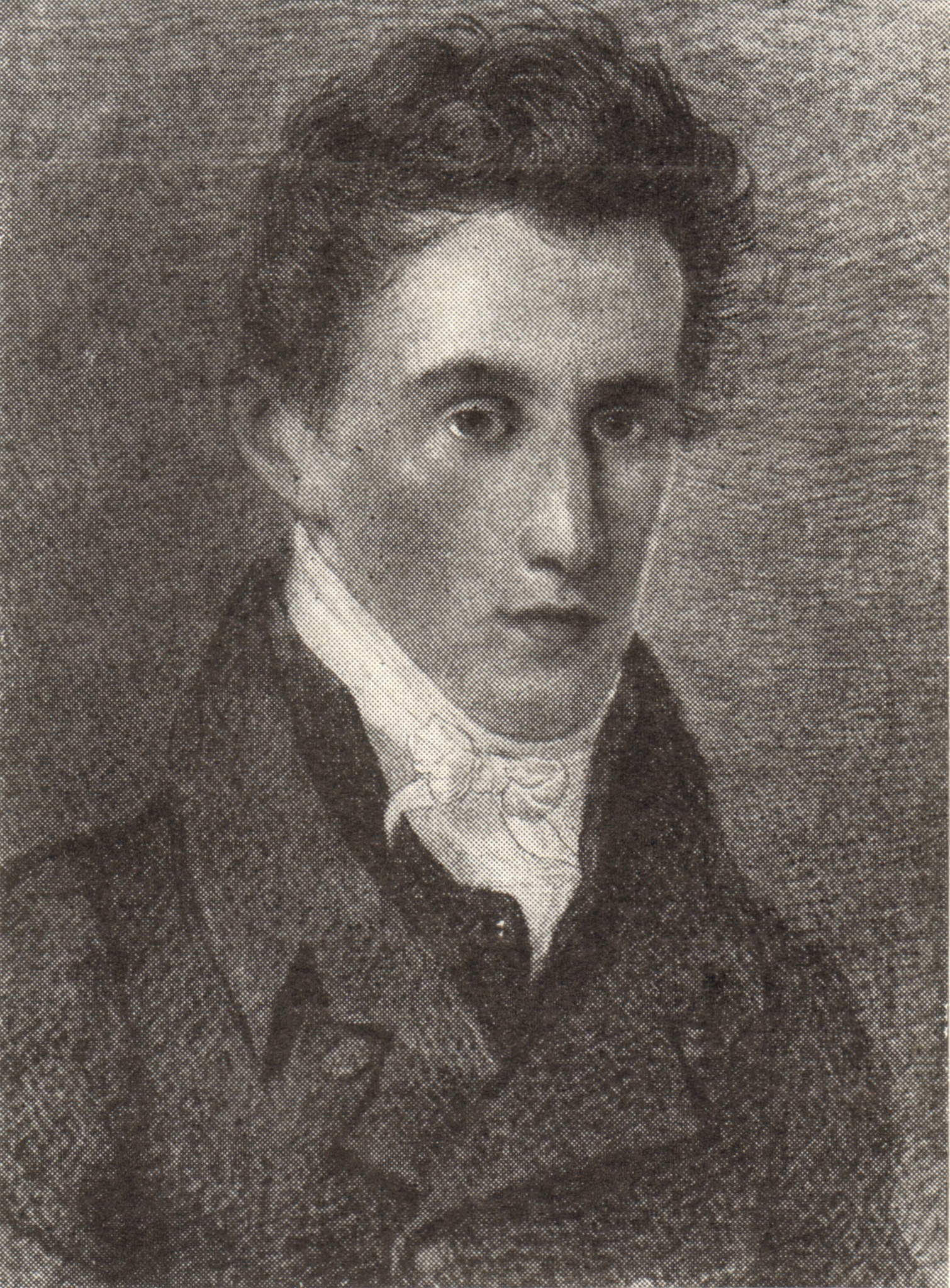
Предположительный Портрет поэта Дмитрия Владимировича Веневитинова, около 1820 года

Веневитинов организовал вместе с князем В. Ф. Одоевским тайное философское «Общество любомудрия», куда входили также И. В. Киреевский, А. И. Кошелев, В. П. Титов, Н. А. Мельгунов и другие. Посещали заседания кружка, формально не являясь его членами, М. П. Погодин и С. П. Шевырёв. Кружок занимался изучением немецкой идеалистической философии — трудов Фридриха Шеллинга, Иммануила Канта, Фихте, Окена, Фридриха Шлегеля и других. Веневитинов принимал деятельное участие в издании журнала «Московский вестник».
В ноябре 1826 года Веневитинов, по протекции княгини Зинаиды Волконской, перебрался из Москвы в Петербург, поступив на службу в Азиатский департамент Министерства иностранных дел. При въезде в Петербург поэт, вместе с Ф. С. Хомяковым и библиотекарем графа Лаваля О. Воше, провожавшим в Сибирь жену декабриста кн. С. П. Трубецкого, Екатерину Ивановну (урождённую Лаваль), был арестован по подозрению в причастности к заговору декабристов. Он провёл три дня под арестом на одной из гауптвахт Петербурга. Допрашивал Веневитинова дежурный генерал Главного штаба А. Н. Потапов. По словам биографов, арест и допрос сильно подействовали на Веневитинова. Поселились Веневитинов и Хомяков в доме Ланских. Пребывание вдали от родных и друзей, вдали от родной Москвы угнетало поэта, хотя круг общения в Петербурге и был довольно широк: здесь уже жили В. Ф. Одоевский и А. И. Кошелев. Частым гостем Веневитинова был А. Дельвиг.

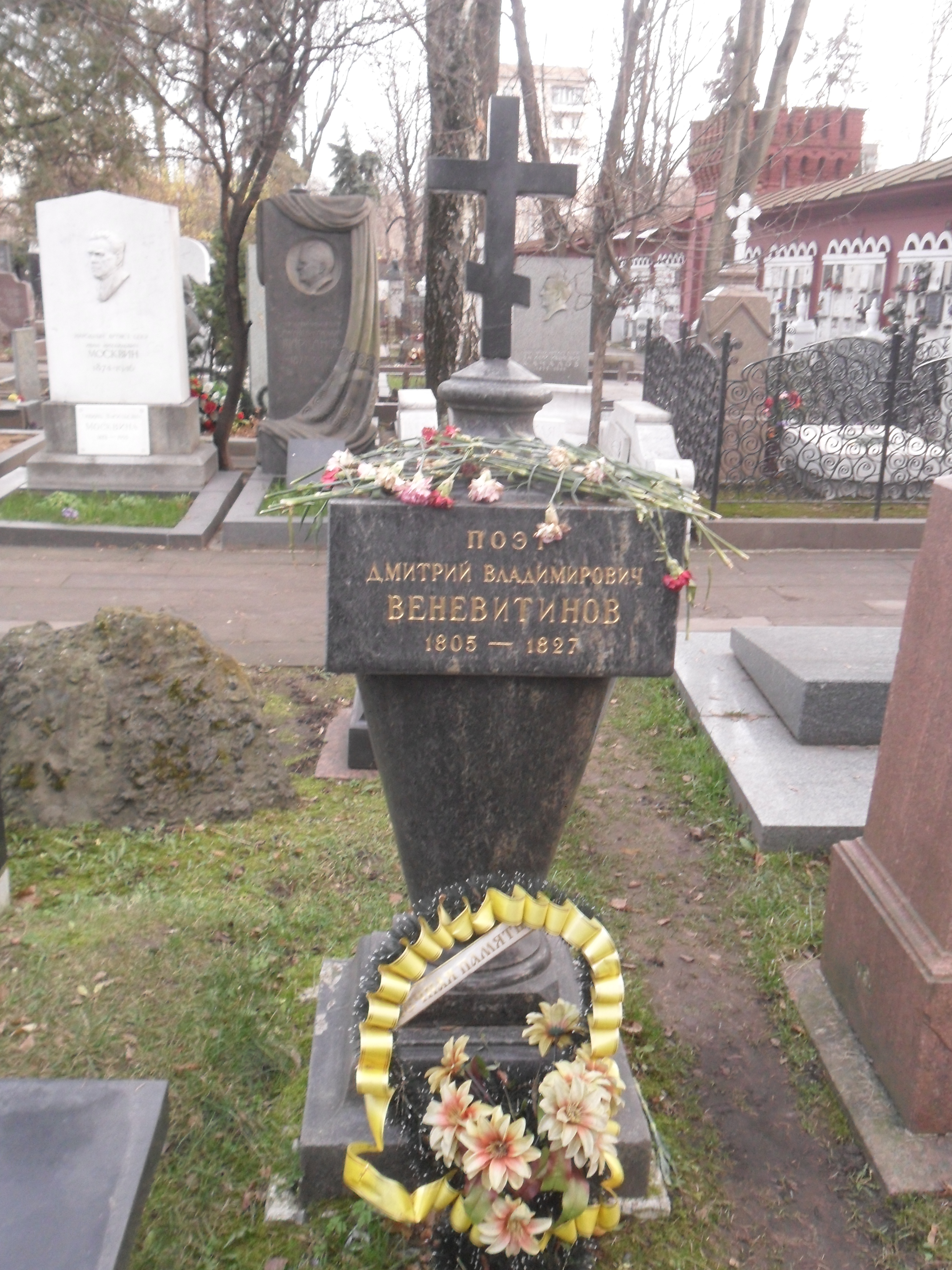
Могила Д. В. Веневитинова на Новодевичьем кладбище

Веневитинов сильно простудился 2 марта, перебегая легко одетым с бала в доме Ланских в свой флигель.
Умер 15 (27) марта 1827 года в Петербурге в окружении друзей, по-видимому, от тяжёлой пневмонии, в возрасте 21 года.
Отпели поэта в церкви Николы Морского. Тело было отправлено в Москву. Похоронили Д. В. Веневитинова 2 апреля 1827 года на кладбище Симонова монастыря в Москве.
На похоронах были А. Пушкин и А. Мицкевич.
Веневитинов завещал надеть ему на палец в час кончины перстень из Геркуланума — подарок Зинаиды Волконской. Когда он впал в забытьё, перстень надел на его палец А. С. Хомяков. Вдруг Веневитинов очнулся и спросил: «Разве меня венчают?» И умер. 
22 июля 1930 года при ликвидации некрополя и сносе Симонова монастыря прах Д. В. Веневитинова был эксгумирован и перезахоронен на Новодевичьем кладбище (участок №2, ряд 13). Прах матери и брата Дмитрия, Алексея Веневитинова, перезахоронен не был. Могилы были уничтожены. При эксгумации перстень был снят с пальца поэта супругой архитектора Петра Барановского Марией Юрьевной и сейчас хранится в Литературном музее.

## Творчество
В своей литературной деятельности Веневитинов проявил разносторонние дарования и интересы. Он был не только поэтом, но и прозаиком, писал литературно-программные и критические статьи (известна его полемика с Н. А. Полевым по поводу 1 главы пушкинского «Евгения Онегина»), переводил прозаические произведения немецких авторов, в том числе Гёте и Гофмана (Е. А. Маймин. «Дмитрий Веневитинов и его литературное наследие». 1980)..   «Эстетика-связывающее звено между искусством и философией- считал  один из лучших любомудров Д.  В. Веневитинов, и далее утверждает,- в самом строении мира лежит эстетический принцип»
Веневитиновым было написано всего около 50 стихотворений. Многие из них, особенно поздние, наполнены глубоким философским смыслом, что составляет отличительную черту лирики поэта.
Центральная тема последних стихотворений Веневитинова — судьба поэта. В них заметен культ романтического поэта-избранника, высоко вознесенного над толпой и обыденностью:

…Но в чистой жажде наслажденья 

Не каждой арфе слух вверяй 

Не много истинных пророков 

С печатью тайны на челе, 

С дарами выспренних уроков, 

С глаголом неба на земле. 

Ряд стихотворений Веневитинова 1826—1827 гг., написанных за несколько месяцев до смерти поэта («Завещание», «К моему перстню», «Поэт и друг») можно с полным правом назвать пророческими. В них автор словно предвидел свою раннюю кончину:

…Душа сказала мне давно: 

Ты в мире молнией промчишься! 

Тебе всё чувствовать дано, 

Но жизнью ты не насладишься. 

Веневитинов был также известен как одарённый художник, музыкант, музыкальный критик. Когда готовилось посмертное издание, Владимир Одоевский предлагал включить в него не только стихотворения, но и рисунки, и музыкальные произведения: «Мне бы хотелось издать их вместе с сочинениями моего друга, чудно соединявшего в себе все три искусства».
Проза
- «Скульптура, живопись и музыка»,
- «Утро, полдень, вечер и ночь»,
- «Беседы Платона с Александром»

Поэзия
- XXXV («Я чувствую, во мне горит…») 1827
- Веточка
- Домовой
- Евпраксия
- Жертвоприношение
- Жизнь
- Завещание
- Знамения перед смертью Цезаря
- Италия
- К друзьям на Новый год
- К друзьям
- К изображению Урании
- К любителю музыки
- К моей богине («Не думы гордые вздымают…») 1827
- К моему перстню («Ты был отрыт в могиле пыльной…») 1826
- К Пушкину
- К С[карятину]
- К. И. Герке (В вечерний час уединенья…)
- Кинжал
- Крылья жизни
- Люби питомца вдохновенья…
- Любимый цвет
- Моя молитва
- На Новый 1827 год
- Новгород
- Освобождение скальда
- Песнь грека
- Песнь Кольмы
- Песня Клары
- Послание к Р[ожали]ну (Оставь, о друг мой…)
- Послание к Р[ожали]ну (Я молод, друг мой…)
- Последние стихи («Люби питомца вдохновенья…») 1827
- Поэт и друг («Ты в жизни только расцветаешь…») 1827
- Поэт
- Сонет (К тебе, о чистый Дух…)
- Сонет (Спокойно дни мои…)
- Три розы («В глухую степь земной дороги…») 1826
- Три участи
- Утешение
- Четверостишие (Я слышал, камены…)
- Четыре отрывка из неоконченного пролога
- Элегия («Волшебница! Как сладко пела ты…») 1827

## Философские взгляды
Веневитинов имел весьма специфические взгляды относительно соотношения человека и природы для своего времени. Он полагал, что религия, наука и искусство — это области торжества человека. Именно развивая их, человек отделяется от природы и может в полной мере называться человеком. Если многие мыслители той эпохи говорили о необходимости возвращения человека к природе, то Веневитинов видел в ней противника человека, а с религиозной точки зрения считал её продуктом его падшести. 

Памятник Дмитрию Веневитинову и усадьба Веневитиновых в Новоживотинном (скульптор — М. И. Дикунов)

## Издания
- «Сочинения Д. В. В.» (1829),
- «Стихотворения Веневитинова» (1884)
- Веневитинов Д. В. «Полное собрание сочинений» М.-Л., 1934.
- Веневитинов В.Д. Полное собрание стихотворений. — Вступ. стат., подготов. текста и прим. Б.В. Нейман. — Л.: Советский писатель, 1960. — 204 с. — портр. — (Б-ка поэта. Большая серия. Второе издание)
- Веневитинов Д. В. «Стихотворения. Проза» М., 1980.